# Злогона Вас
Злогона Вас (словен. Zlogona vas) — поселення в общині Оплотниця, Подравський регіон‎, Словенія.